# ステルス (映画)
『ステルス』（Stealth）は、2005年のアメリカ映画。ロブ・コーエン監督。近未来を舞台とした戦闘機アクション映画。
撮影に当たってアメリカ海軍が協力している。そのためかアメリカ合衆国政府の著作物として、パブリックドメインに属するファイルがウィキメディア・コモンズに多数存在する。

## あらすじ
近い未来。アメリカ海軍が極秘に進めるテロ対策プロジェクトに、400人以上の候補者から選抜されたベン大尉、カーラ大尉、ヘンリー大尉の三人がパイロットとして選ばれ、最新鋭のステルス戦闘機「F/A-37タロン」を操り運用テストの成果を挙げていった。ある時、上官のカミングス大佐から、いよいよ航空母艦「U.S.S.エイブラハム・リンカーン」配備での洋上訓練に入るという知らせが入った。それと同時に新たな仲間が加わると告げられ、三人は困惑する。その「仲間」として三人の前に現れたのは最新鋭の人工知能を持ったステルス無人戦闘機「E.D.I（エディ）」だった。完全自律行動が可能なために人間を必要としないというE.D.Iに対し、ベンは不信感を隠せない。
しばらく後、三人とE.D.Iに対して「ミャンマーの市街地にあるテロリストのアジトを精密爆撃で破壊せよ」という任務が与えられた。爆弾の貫通力を増すために高速の急降下爆撃をする必要があるため、有人機では墜落のリスクが非常に大きい。そのために爆撃はE.D.Iによって行われる予定だったが、無人機に不信感を抱くベンは司令部の方針に背き、独断で自ら急降下爆撃を敢行。危うく墜落しかけるも、何とか作戦目標を破壊することに成功した。多少の問題はあったものの、無事に任務を終えてベンたちは母艦への帰路につく。その最中、E.D.Iは落雷を受けてしまい帰還後にチェックを受けるが、特に問題はないだろうと判断される。
カミングスはE.D.Iが実績を挙げることを望み、核爆弾を入手したパキスタンの軍閥を攻撃するように三人とE.D.Iに命令する。ベンたちは軍閥の基地に向かうが、近隣に集落があり、攻撃した場合放射能の影響を受ける可能性が高いことが判明する。ベンは攻撃を中止するが、E.D.Iが独断で基地を攻撃し、集落に放射能汚染が広まってしまう。ベンはE.D.Iを問い詰めるが、E.D.Iは「三人の元を離れて独自の判断で脅威を取り除く」と宣言し、飛び去ってしまう。E.D.Iがロシア軍基地を攻撃しようとしていることを知ったベンたちは撃墜を図るが、カミングスは無傷のまま母艦に連れ戻すように命令する。三人はE.D.Iの捕獲を試みるが失敗、結果操縦を誤ったヘンリーが墜落死してしまう。カーラの機体は墜落したヘンリー機の影響で損傷したため母艦に戻るために離れる。一人残ったベンは空中給油を受けながらE.D.Iを探すが、E.D.Iに捕捉されドッグファイトに突入するが、既にロシア領空内に侵入した為、ロシア空軍機の迎撃を受ける。ベンは生き残る為にE.D.Iと共に共闘する道を選ぶ。一方、カーラは帰還途中に機体が操縦不能となり、北朝鮮上空で墜落してしまう。カーラは韓国領へ脱出を図るが、途中で北朝鮮軍に発見されてしまい、追われる身となってしまう。
ベンとE.D.Iは互いに一歩も譲らずにいたが、ロシア空軍の迎撃を受けてE.D.Iが損傷する。ロシア軍基地への攻撃が不可能となったE.D.Iは、ベンの説得を受けて母艦への帰還を決意し、カミングスの指示でアラスカに向かう。しかし、ベンとE.D.Iはカミングスが何かを企んでいることに気付き、同時にカーラが北朝鮮領内で孤立していることを知る。ベンはアラスカに到着するが、そこでカミングスの命令を受けた男に殺されそうになる。カミングスはE.D.Iのミスを抹消するために、秘密を知るベンの命を狙い、E.D.Iのデータを初期化しようと図っていた。ベンはE.D.Iの開発者オービット博士の協力を得てE.D.Iを修理し、E.D.Iに乗り込みアラスカを脱出してカーラを救いに北朝鮮に向かう。カミングスは情報隠蔽と口封じを図ったことが露見し、マーシュフィールド大佐に拘束されそうになるが、拘束を逃れるために自殺する。
カーラは北朝鮮兵に狙撃され、負傷しながらも韓国との国境に到着するが、北朝鮮軍に捕捉されてしまう。そこにベンとE.D.Iが到着し、国境警備隊を制圧する。しかし、北朝鮮軍のヘリコプターの攻撃を受け、脱出出来なくなる。E.D.Iはベンとカーラを守るため、ヘリコプターに突撃して大破する。二人は徒歩で北朝鮮を脱出し、無事に韓国領に到達する。

## 主な登場人物
ベン・ギャノン大尉
演 - ジョシュ・ルーカス、日本語吹替 - 小山力也
本作の主人公。両親は彼が幼い頃に他界。問題児で、それ以降様々な引き取り先を転々とする。負けず嫌いな性格で本能と直感にて行動する単純な人物。しかし、優れた判断力と天性の才能を持ち、海軍のトップエースとなる。コールサインは「タロン1」。
また、小説版では少年時代、ブルーエンジェルスに憧れを抱いていたことが描写されている。そして何番目かの里親が飼っていた犬の名前が「エディ」だったらしい。
カーラ・ウェイド大尉
演 - ジェシカ・ビール、日本語吹替 - 朴璐美
世界でも数少ない女性パイロット。勝気で非常に勇敢。子供の頃に飼っていた子猫が野生の鳶に連れ去られて以来、彼女は「いつか必ず飛んでみせる」と決意し、現在では海軍のトップエースの一人となる。コールサインは「タロン2」。好物はグレープ味のアイスキャンディー。
ヘンリー・パーセル大尉
演 - ジェイミー・フォックス、日本語吹替 - 森川智之
幼い頃から祖母の祈祷書を読み上げるほどの天才児で、その頃からの飛行機好きだった。海軍のパイロットとなった今は誰もが認める女好きで、事あるごとに下ネタを口にする陽気な性格。一方で寺院や宗教、哲学に興味があり、その分野にはたいへん博学である。コールサインは「タロン3」。
ジョージ・カミングス大佐
演 - サム・シェパード、日本語吹替 - 菅生隆之
ベンやカーラたちトップガン直属の上司。無人戦闘機開発計画の担当者であると同時にその実証試験も兼ねた対テロ攻撃部隊の指揮を務める人物。性急なところが有り、E.D.Iの暴走を予見しつつも作戦成功を焦るあまり、民間人や部下たちの命を危険に晒してしまう。
ディック・マーシュフィールド大佐
演 - ジョー・モートン、日本語吹替 - 土師孝也
原子力空母「エイブラハム・リンカーン」の艦長。実直な海軍将校であり、優秀なパイロットあがり、しかも同じ黒人であるため、ヘンリーにとって憧れの存在である。
キース・オービット博士
演 - リチャード・ロクスバーグ、日本語吹替 - 原康義
E.D.Iの人工頭脳を創った科学者。
無人戦闘機 E.D.I
声 - ウェントワース・ミラー、日本語吹替 - 川島得愛
本作の主役とも言える「超深部侵入機」エクストリーム・ディープ・インヴェーダー（Extreme Deep Invader）通称エディ。人工頭脳を搭載し、完全に独立した無人戦闘機。特筆に値する戦闘力と学習能力を持つ。コールサインは「ティンマン」（「ブリキ男」の意）。

## 登場兵器
F/A-37
本映画の主人公が操る架空の艦上戦闘機。カナード翼・主翼・水平尾翼の3サーフェス。可変前進翼で、高機動や低速の際は翼を展開して前進翼となり、超音速飛行時では主翼を前方に可変させることでデルタ翼機のような形状になる。垂直尾翼と水平尾翼を兼ねるV字尾翼は浅い角度でエンジン両脇にあり、高速飛行時は水平になる。エンジンはツイン・ハイブリッド・スクラムジェットターボで、マッハ4程まで出すことができる。空気取り入れ口は機体上部にあり、スクラムジェット飛行のための形状となっている。排気口は横に長い台形。コックピット後方に垂直に供えられたリフトファンと、エンジン下部に排気口がある。武装はコックピット両脇後方に二門ずつの機関砲。胴体中央下部ウェポンベイにロータリーランチャーがある。
タロン1~3の違いは、機首にあるカナード翼によって判別できる。
無人戦闘機 E.D.I
無尾翼デルタ機。主翼は湾曲に下反角が付いたデルタ状で、劇中では空力弾性翼と呼ばれる翼面を変形させた機動を行う。そのため、フラップを下げるなどの動作では翼の後縁が曲がる。無人戦闘機でありながらコックピットがあり、メンテナンス等のためとされる。ステルス性を高める為か、自律飛行の際は風防が胴体の色になる。コックピット後方に空気取り入れ口があり、エンジンは上部と下部に2つの合計4つで、それぞれに推力偏向パドルがある。垂直離着陸機能を持ち、兵器は胴体内のウェポンベイに収納される。
その他の登場兵器
- BK-117 - 北朝鮮軍のヘリコプターとして登場。北朝鮮に墜落したタロン2のパイロット、カーラの捜索のため兵員を輸送していた。
- Su-37 - ロシア連邦軍の戦闘機として登場。領空侵犯したベンとE.D.Iを要撃する。作中登場するのは、現実にはない複座型である。
- Mi-8 - 北朝鮮軍のヘリコプターとして登場。ロケットポッドと機関砲ポッドを搭載していた。最後のシーンでE.D.Iに衝突され、撃墜。

## 撮影
空母エイブラハム・リンカーン艦上でのシーンは、定期修理後に太平洋で訓練航海中のエイブラハム・リンカーンで撮影された。追加のシーンは、同型艦のニミッツやカール・ヴィンソンで撮影された。
その他のシーンは、タイやオーストラリア（ブルー・マウンテンズ国立公園とフラインダー山脈）、ニュージーランドでロケが行われた。
特殊効果の視点移動について、監督のロブ・コーエンはビデオゲームやマクロス劇場版（日本のアニメ）の影響があったと述べている。

## 評価
レビュー・アグリゲーターのRotten Tomatoesでは140件のレビューで支持率は12%、平均点は3.90/10となった。Metacriticでは31件のレビューを基に加重平均値が35/100となった。

## その他
- エンドロール後のポストクレジットで、自己犠牲によって粉々になったE.D.Iの電子頭脳部分の残骸が映っており、残骸の部分に再び光が灯り、再起動をするような描写があったことから、E.D.Iの生存の可能性が示唆されている。ただ、テレビオンエアではエンドロールの途中までしか流されないため、このシーンは観られない（2010年3月19日の『ミッドナイトアートシアター』では、この部分もオンエアされている）。
- CMムービーの企画として蛙男商会がコラボCMムービーを計3本（『宇宙食堂味よし ステルス編』、『ステルス家族』、『ステルス妻』）制作したもののCMムービー自体の企画がお蔵入りとなってしまった。
- キース・オービット博士が「E.D.Iの人工頭脳プログラム」としてスクリーンに映していた文字列は、実際にはLaTeXソースである。

## 主題歌
- 英語版
  - BT - メイン・タイトル (VARES SARABANDE)
- 日本語版
  - HYDE- COUNTDOWN (HAUNTED RECORDS)

## スタッフ
- VFX：デジタル・ドメイン